# Конституция Армении
Консти́туция Респу́блики Арме́ния — основополагающий документ, определяющий государственное устройство Армении. Принята на референдуме 5 июля 1995 года.
15 июля 2015 года Специальная комиссия по конституционным реформам при президенте Армении за председательством главы Конституционного Суда Гагика Арутюняна, опубликовала проект изменений к действующей с 1995 года конституции страны. Изменения в Конституцию РА внесены референдумом 6 декабря 2015 года. Ранее изменения в Конституцию РА вносились также  референдумом 27 ноября 2005 года.
Конституция утверждает Республику Армения как суверенное, демократическое, социальное, правовое государство, власть в которой принадлежит народу и осуществляется посредством свободных выборов, референдумов, а также через предусмотренные конституцией государственные органы, органы местного самоуправления и должностных лиц.
Форма правления — парламентская республика.

## Президент
Президент является главой государства. Президент следит за соблюдением Конституции, обеспечивает нормальное функционирование законодательной, исполнительной и судебной властей. Президент является гарантом независимости, территориальной целостности и безопасности Республики.
Президентом может быть избран любой человек, отвечающий следующим условиям: он должен являться гражданином Республики Армения последние 10 лет; не являться гражданином другого государства; постоянно проживать в ней не менее 10 последних лет; быть старше 35 лет. Президент избирается парламентом страны сроком на 7 лет. Один и тот же человек не может занимать президентский пост более одного срока.

Одной из особенностей Конституции является то, что она предоставляет президенту чрезвычайные полномочия в случае возникновения угрозы функционированию институтов публичной власти.

## Законодательная власть
Высшим законодательным органом является Национальное собрание. Национальное собрание состоит из 131 депутата (с 2007 года 41 депутат избирается по мажоритарным одномандатным избирательным округам, 90 депутатов — по пропорциональной системе), избираемых посредством всенародных выборов на пятилетний срок. Депутатом может быть лицо, достигшее двадцати пяти лет, последние пять лет являющееся гражданином Республики Армения, не являющееся гражданином другого государства, постоянное проживающее в Республике Армения и обладающее избирательным правом.

## Исполнительная власть
Президент на основе консультаций с депутатскими фракциями в Национальном собрании назначает премьер-министром лицо, пользующееся доверием большинства депутатов, а если это невозможно, то лицо, пользующееся доверием наибольшего количества депутатов. Президент по предложению премьер-министра назначает членов правительства и освобождает их от должности.

## Судебная власть
В Республике Армения действуют суды первой инстанции общей юрисдикции, Апелляционный суд и Кассационный суд, а в предусмотренных законом случаях — и специализированные суды.
Высшей судебной инстанцией Республики Армения, кроме вопросов конституционного правосудия, является Кассационный суд, который призван обеспечивать единообразное применение закона.
Конституционное правосудие в Республике Армения осуществляется Конституционным судом.
Независимость судов гарантируется конституцией и законами. В установленном конституцией и законом порядке формируется и действует Совет правосудия.
Прокуратура Республики Армения является единой системой, которую возглавляет Генеральный прокурор. Прокуратура действует в пределах полномочий, предоставленных ей конституцией, на основе закона.

## Предложения изменить Конституцию
В начале 2024 года премьер-министр Армении Никол Пашинян предложил изменить Конституцию республики, чтобы сделать страну более «конкурентоспособной». В начале февраля этого года в интервью общественному радио он сравнил конституцию с красной одеждой путника, у которого на дороге стоят быки. В тот же день президент Азербайджана Ильхам Алиев прямо заявил, что Армения должна изменить конституцию. С точки зрения Алиева проблема заключена в декларации о независимости Армении, которая была принята летом 1990 года и которая содержит ссылку на постановление «О воссоединении Армянской ССР и Нагорного Карабаха». А так как в преамбуле Конституции Армении есть ссылка на декларацию, где заявлены цели воссоединения с Карабахом, в глазах Баку она означает юридические претензии на территории Азербайджанской Республики.
В начале июня 2024 года Ильхам Алиев заявил, что заключение мирного договора между Арменией и Азербайджаном невозможно, пока нынешняя конституция Армении остается неизменной. В начале же июля Никол Пашинян заявил, что Армении необходима новая конституция, так как действующий основной закон, по его словам, «вызывает серьёзное социальное и психологическое напряжение среди граждан».